# اکون
اکون (به فرانسوی: Acon) یک کمون در فرانسه است که در Canton of Nonancourt واقع شده‌است.

## خصوصیات
اکون ۹٫۱۶ کیلومترمربع مساحت و ۴۶۹ نفر جمعیت دارد و ۱۷۴ متر بالاتر از سطح دریا واقع شده‌است.